# Local Boy in the Photograph
Local Boy in the Photograph è un singolo del gruppo rock gallese Stereophonics, pubblicato nel 1997 ed estratto dal loro primo album in studio Word Gets Around.

## Tracce
Tutte le musiche sono state composte da Kelly Jones, Richard Jones e Stuart Cable; tutti i testi sono stati scritti da Kelly Jones.
- CD

1. Local Boy in the Photograph – 3:24
2. Looks Like Chaplin (Not included on UK editions) – 2:33
3. Too Many Sandwiches – 4:30
4. Buy Myself a Small Plane – 3:15

- 7" (vinile)

1. Local Boy in the Photograph – 3:24
2. Too Many Sandwiches – 4:30

## Formazione
- Stuart Cable – batteria
- Kelly Jones – voce, chitarra
- Richard Jones – basso